# Língua negra pilosa

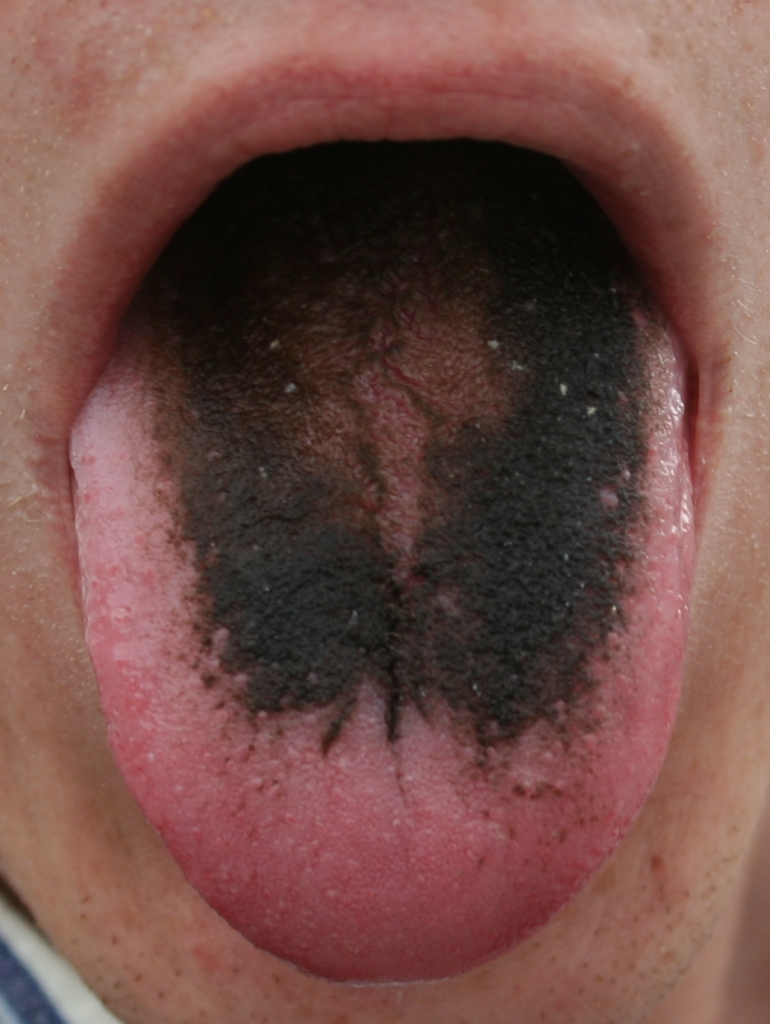
A língua negra pilosa é causada por fungos.

Língua negra pilosa é uma patologia bucal caracterizada pela aparência escura e pilosa da língua.
Em seres humanos, é uma condição inofensiva causada por fungos que crescem sobre a superfície superior da língua. É mais comum em idosos, bem como a ingestão de antibióticos e tabagismo. Embora a cor mais comum seja a preta, outras variações são possíveis.